# Somerville (Maine)
Somerville – miasto w Stanach Zjednoczonych, w stanie Maine, w hrabstwie Lincoln.